# 弗拉芒數學奧林匹克
弗拉芒數學奧林匹克（Vlaamse Wiskunde Olympiade，簡稱VWO）是比利時弗拉芒的數學競賽，參賽者為中學三年級至六年級荷蘭語學生。比賽分兩個級別，一個是中三和中四級別，一個是中五和中六級別。

## 比賽形式
比賽分為三輪。第一和第二輪學生需回答30道數學的多項選擇題。第一輪在各學校內舉行，第二輪由各省舉辦，分在幾家大學舉行。第一輪限時3小時，第二輪限時2小時。最後一輪比賽設4道題，限時3小時，要求學生給出完整的論述回答。比賽後，從參賽者選出3名選手，與另外3名從比利時數學奧林匹克選出的選手，代表比利時參加國際數學奧林匹克。

## 外部連結s
- （荷兰文）大會網站 （页面存档备份，存于）